# 大分みらい信用金庫
大分みらい信用金庫（おおいたみらいしんようきんこ）は、大分県別府市に本店を置く信用金庫である。

## 店舗
別府市及び大分市を中心に、由布市・中津市・宇佐市・豊後高田市・速見郡日出町及び築上郡吉富町にも店舗が置かれている。このうち、別府市・大分市では大分信用金庫とエリアが競合している。

## 沿革
- 1922年4月 - 有限責任別府信用組合を設立
- 1922年10月 - 有限責任府内信用組合を設立
- 1950年4月 - 別府・府内両信組とも中小企業等協同組合法に基づく信用組合に改組
- 1951年10月 - 別府信用組合が信用金庫法に基づき、別府信用金庫となる
- 1952年10月 - 府内信用組合が信用金庫法に基づき、府内信用金庫となる
- 1992年6月 - 別府信用金庫と府内信用金庫が合併して「別府信用金庫」となる
- 1994年5月 - 別府信用金庫を「大分みらい信用金庫」に改称
- 2002年3月25日 - 中津・佐賀関の両信用金庫より事業の全部を譲り受ける
- 2023年4月3日 - この日から磁気の影響を受けにくい新しい通帳（Hi-Co通帳）を取扱開始した(Hi-Co通帳に対応していない信用金庫ATMではHi-Co通帳は使えない。)[1]

### 中津信用金庫沿革
統一金融機関コードは、1964であった。
- 1923年2月26日 - 中津信用組合が中津市に設立される
- 1930年5月 - 昭和信用組合が中津市に設立される
- 1952年2月 - 中津信用組合が信用金庫に改組。5月 昭和信用組合が信用金庫に改組
- 1994年10月17日 - 存続金庫を中津信用金庫として、昭和信用金庫と合併
- 2001年11月16日 - 経営破綻が認可される
- 2002年3月25日 - 大分みらい信用金庫を存続金庫として合併される

### 佐賀関信用金庫沿革
統一金融機関コードは、1969であった。
- 1937年1月 - 保証責任信用組合佐賀関金庫が大分県北海部郡佐賀関町に設立される。
- 1953年6月 - 佐賀関信用金庫に改組
- 2001年11月16日 - 経営破綻が認可される
- 2002年3月25日 - 大分みらい信用金庫を存続金庫として合併される